# Zaher El Hage
Zaher El Hage, né le 15 août 1977, est un coureur cycliste libanais. Il participe à des compétitions sur route et en VTT.

## Biographie
Avant de passer au cyclisme, Zaher El Hage pratique le snowboard,. Il devient notamment champion national dans cette dernière discipline en 2003. 
Cycliste amateur, il compte de nombreux titres de champion du Liban à son palmarès, sur route et en VTT. Il a représenté à plusieurs reprises son pays lors des championnats d'Asie. Son épouse Lina Rahme est également coureuse cycliste. 
Diplômé de l'université Notre-Dame-de-Louaizé en 2004, il obtient également un master en sciences du sport à l'université de Balamand, en 2009. Dans les années 2010, il est enseignant dans le domaine de l'éducation physique. Il complète sa formation par un doctorat en sciences du sport à l'université du Littoral-Côte-d'Opale, qu'il valide en juillet 2013. Il a notamment entraîné son compatriote Elias Abou Rachid.

## Palmarès sur route

### Par année
| - 2007 - 2e du championnat du Liban sur route - 2e du championnat du Liban du contre-la-montre - 2008 - Champion du Liban du contre-la-montre - 2009 - Champion du Liban sur route - Champion du Liban du contre-la-montre - 2010 - Champion du Liban sur route - 2010 - Stephen Thomas Race - 2011 - Tabarja-Batroun - 2e du championnat du Liban sur route | - 2012 - 2e du championnat du Liban sur route - 2013 - 3e du championnat du Liban du contre-la-montre - 2014 - Champion du Liban sur route - 2015 - 2e du championnat du Liban sur route - 3e du championnat du Liban du contre-la-montre - 2016 - 2e du championnat du Liban sur route - 2019 - 2e du championnat du Liban sur route |  |

### Classements mondiaux
| Année         | 2013 | 2014 | 2015 | 2016 |
| ------------- | ---- | ---- | ---- | ---- |
| UCI Asia Tour | 190e | 97e  | 106e | 227e |

## Palmarès en VTT

### Championnats du Liban
| - 2000 - 3e du championnat du Liban de cross-country - 2010 - Champion du Liban de cross-country - 2011 - Champion du Liban de cross-country (5e titre) - 2012 - Champion du Liban de cross-country | - 2013 - Champion du Liban de cross-country - 2014 - 2e du championnat du Liban de cross-country - 2016 - 2e du championnat du Liban de cross-country - 2018 - 3e du championnat du Liban de cross-country |  |